# Babina Poljana (miasto Vranje)
Babina Poljana (cyr. Бабина Пољана) – wieś w Serbii, w okręgu pczyńskim, w mieście Vranje. W 2011 roku liczyła 37 mieszkańców.